# 馬岳梁
馬岳梁（1901年—1998年），滿族人。早年畢業於北京協和醫學院，任職於協和醫院。青年時嗜好武術，因與吳氏太極拳宗師吳鑑泉為世交，吳鑑泉說：「武術貴在專一，若棄所學而從余，當以技授汝。」從此專攻太極拳。後與吳鑑泉長女吳英華結為夫妻。
1928年應上海中山醫學院顔福慶院長邀請，赴滬任職於中山醫院。並協助宗師吳鑑泉公教授太極拳。在長達七十餘年的教學生涯中，歷任上海鑑泉太極拳社副社長、社長等職。
1990年與妻吳英華合編「吳氏精簡太極拳」。著作有《吳氏精簡太極拳》、《吳氏太極快拳》、《吳氏太極拳詳解》等。